# 5299 Bittesini
5299 Bittesini è un asteroide della fascia principale. Scoperto nel 1969, presenta un'orbita caratterizzata da un semiasse maggiore pari a 3,1135961 UA e da un'eccentricità di 0,0686547, inclinata di 4,87056° rispetto all'eclittica.